# ايمانويل كونستنت
ايمانويل كونستنت (بالفرنسية: Emmanuel Constant)‏ هو كاهن كاثوليكي هايتي، ولد في 5 يناير 1928 في بورت أو برانس في هايتي، وتوفي في 16 يونيو 2009.